# Gendarmeria (Bulgária)
A Gendarmeria (Жандармерия - Zhandarmeriya) é uma parte do Ministério dos Negócios do Interior ou "MIA" bulgaro. (Búlgaro: "Министерство на вътрешните работи" ou "МВР", pronunciado. [Mevere]). O "MBP" é dividido em cinco organizações de tipo militar chamados "Serviços Nacionais", que realizam os serviços de polícia e os deveres relativos à segurança interna. São eles:

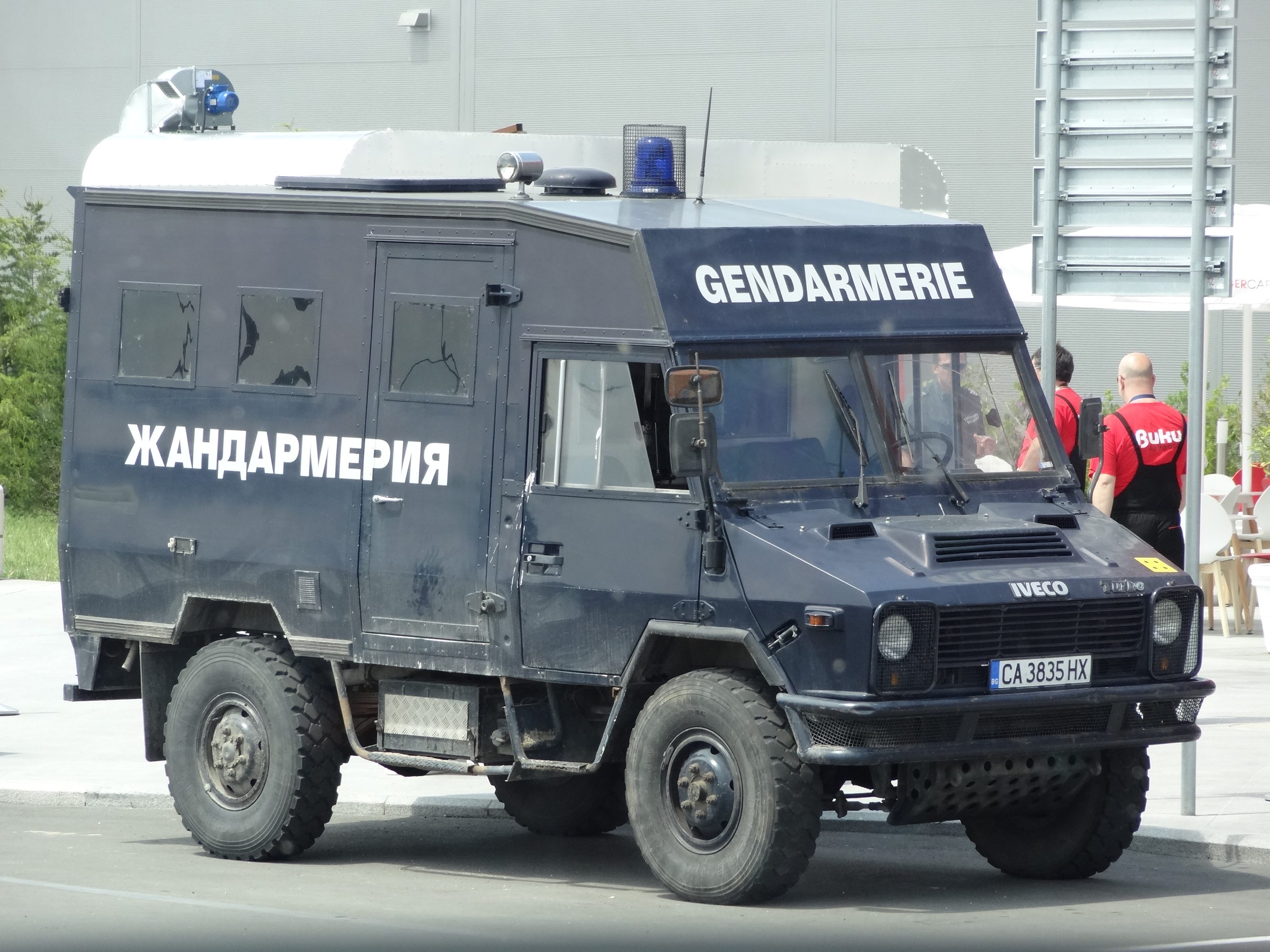
Iveco VM90 APC da Gendarmeria búlgara

- Serviço de Segurança Nacional - funções de contra-espionagem
- Serviço Nacional de Polícia - manutenção da ordem pública, investigação e combate a crimes
- Serviço de Fronteiras da Polícia Nacional - a proteção da fronteira do Estado
- Serviço Nacional do Crime Organizado - deveres especiais
- Serviço Nacional de Gendarmeria

A Gendarmeria é uma força de polícia especial criada para proteger instalações e edifícios importantes, para responder aos motins, e para combater às ameaças de militantes. Seus agentes são treinados para operar em ambos os ambientes urbanos e selvagens, de modo a ser capaz de realizar uma ampla gama de funções. Para o controle de motins, os comandos são equipados com pistolas Makarov 9x18, equipamentos de proteção, granadas de gás, varas de polícia e armas não-letais. Ao realizar operações táticas de alto risco que eles estão armados com rifles AKS-74 U 5.45x39mm, que são versões especializadas do rifle de assalto original Kalashnikov.
A Gendarmeria existe como uma estrutura de força intermediária entre o exército e a polícia.
Os agentes da Gendarmeria são classificados a partir de sargento para coronel, na sequência de um sistema utilizado durante todo as forças policiais búlgaras. O comandante-geral da força é geralmente um major-general.